# Giuseppe Caterina
Giuseppe Caterina (Rotello, 18 marzo 1943 – Isernia, 28 giugno 2025) è stato un politico italiano.

## Biografia
Nato a Rotello, nella provincia di Campobasso, ha svolto i propri studi tra Roma e Vasto, e si è laureato in scienze politiche all'Università degli Studi di Urbino. Nel 1972 si trasferisce a Isernia lavorando per la Coldiretti e diviene poi dirigente del locale distretto sanitario, rimanendovi fino alla pensione maturata il 31 dicembre 1999.
Ha collaborato come pubblicista al settimanale locale «Isernia Domani» e all'edizione regionale di «Il Tempo» dal 1974 al 1979.
Malato da tempo, è morto il 28 giugno 2025 all'ospedale Veneziale di Isernia all'età di 82 anni.

### Carriera politica
Di formazione cattolica, ha esordito politicamente nel movimento giovanile della Democrazia Cristiana, risultando eletto in consiglio comunale a Rotello nel 1970 e ricoprendo anche la carica di vicesindaco. Esponente della frangia "progressista" dei cattolici, si avvicina da indipendente al Partito Comunista Italiano, aderendo al Partito Democratico della Sinistra e poi ai Democratici di Sinistra. Dal 1993 al 1995 è assessore alle politiche sociali a Isernia nella giunta presieduta da Marcello Veneziale; al momento dell'elezione di quest'ultimo alla carica di presidente del Molise, Caterina gli subentra come sindaco fino alla conclusione del mandato nel 1998.
Alle successive elezioni amministrative si candida sindaco di Isernia alla guida della coalizione dell'Ulivo, risultando eletto.
Dal 2001 al 2006 è consigliere regionale del Molise nelle file della Margherita. Passa successivamente all'Italia dei Valori, per poi uscirne nel dicembre 2014.